# (1968) Mehltretter
(1968) Mehltretter ist ein Asteroid des Hauptgürtels, der am 29. Januar 1932 von dem deutschen Astronomen Karl Wilhelm Reinmuth an der Landessternwarte Heidelberg-Königstuhl der Universität Heidelberg entdeckt wurde.
Der Asteroid ist nach dem deutschen Astronomen Johannes Peter Mehltretter benannt.